# دانشگاه تامپره
دانشگاه تامپِره (University of Tampere) دانشگاهی در فنلاند است که در تاریخ اول ژانویه ۲۰۱۹ از ادغام دو دانشگاه تامپره و دانشگاه فنی تامپره تأسیس شد.جامعه دانشگاهی تامپره شامل ۳۰۰۰۰دانشجو است. یک سوم دانشجویان در دانشگاه علوم کاربردی تامپره (TAMK) و دو سوم در دانشگاه تامپره تحصیل می‌کنند. دانشگاه علوم کاربردی تامپره هر ساله میزبان ۲۶۰۰ و دانشگاه تامپره نیز ۳۰۰۰ دانشجوی جدید است. دانشگاه تامپره سالانه تقریباً ۴۰۰۰ مدرک اعطا می‌دهد که حدود یک سوم آنها در رشته‌های فناوری و حدود یک چهارم در علوم اجتماعی اعطا می‌شوند.
دانشگاه تامپره در درجه اول یک دانشگاه تحقیقاتی است، در حالی که، دانشگاه علمی کاربردی تامپره بر توسعه متمرکز است. همکاری چند رشته‌ای قبل از ادغام، عمدتاً بین زمینه‌های پردازش سیگنال، بیوتکنولوژی و فناوری پزشکی در انستیتوی علوم زیستی و فناوری پزشکی (BioMediTech) انجام شد. دانشگاه تلاش می‌کند که در زمینه‌های فناوری، بهداشت و تحقیقات جامعه به یک جامعه تحقیقاتی شناخته شده جهانی تبدیل شود.

## رتبه‌بندی
در رتبه‌بندی دانشگاه‌های جهان QS در سال ۲۰۲۰ دانشگاه تامپره در رده ۳۹۵دنیا و ششم فنلاند قرار گرفته‌است. همچنین در رتبه‌بندی مؤسسه تایمز در سال ۲۰۲۰ این دانشگاه رتبه ۳۰۰–۲۵۱ را در بین دانشگاه‌های جهان از آن خود کرده‌است.

## دانشکده‌ها
دانشکده‌های دانشگاه تامپره عبارتند از:
- دانشکده فناوری اطلاعات و علوم ارتباطات
- دانشکده مدیریت و تجارت
- دانشکده آموزش و فرهنگ
- دانشکده پزشکی و فناوری سلامت و بهداشت
- دانشکده محیط زیست
- دانشکده مهندسی و علوم طبیعی
- دانشکده علوم اجتماعی